# 布盧里弗鎮區 (印地安納州哈里森縣)
布盧里弗鎮區（英語：Blue River Township）是位於美國印地安納州哈里森縣的一個行政鎮區。

## 地方資料
根據2010年美國人口普查的數據，布盧里弗鎮區的面積為100.10平方千米，當中陸地面積為99.60平方千米，而水域面積為0.50平方千米。當地共有人口2064人，而人口密度為每平方千米20.62人。